# Filipiny
Filipiny, oficjalnie Republika Filipin (fil. Pilipinas, Republika ng Pilipinas; hiszp. Filipinas, República de Filipinas; ang. Philippines, Republic of the Philippines) – państwo wyspiarskie w Azji Południowo-Wschodniej, położone na Archipelagu Filipińskim na Oceanie Spokojnym.
Od północy Filipiny oblewane są wodami Cieśniny Luzon, od zachodu wodami Morza Południowochińskiego. Archipelag oddzielony od wyspy Borneo morzem Sulu oraz morzem Celebes od pozostałych wysp Indonezji. Od wschodu Filipiny otoczone są wodami Morza Filipińskiego. Położenie w strefie klimatu równikowego powoduje, że Filipiny narażone są na tajfuny. Bliskość pacyficznego pierścienia ognia powoduje trzęsienia ziemi. Jest to jeden z najbogatszych obszarów na świecie pod względem bioróżnorodności. Cały archipelag składa się z kilku tysięcy wysp, ale większą część powierzchni zajmują Luzon i Mindanao, pomiędzy którymi znajduje się Visayas.
Stolicą kraju jest Manila – jedna z największych metropolii globu. Filipiny mają ponad 100 mln mieszkańców i zajmują 12. miejsce na świecie pod względem liczby ludności. Dodatkowe 10 mln Filipińczyków żyje poza granicami kraju. Jednymi z pierwszych, którzy osiedlili się na archipelagu w czasach prehistorycznych, byli Negryci. Później przybyły ludy austronezyjskie, a w ciągu kolejnych stuleci dotarły wpływy malajskie, chińskie, hinduskie i arabskie. W 1521 archipelag odkrył Ferdynand Magellan, a w drugiej połowie XVI wieku podbił Filip II Habsburg. W ciągu trzystu lat panowania hiszpańskiego nastąpiła prawie całkowita chrystianizacja. Pod koniec XIX wieku kontrolę nad Filipinami przejęły Stany Zjednoczone. W czasie II wojny światowej archipelag znajdował się pod okupacją japońską. Po proklamowaniu w 1946 niepodległości Filipiny doświadczyły wprowadzenia stanu wojennego przez Ferdinanda Marcosa w 1972 i obalenia jego dyktatury przez rewolucję siły ludu w 1986, walk z partyzantką komunistyczną i separatystami muzułmańskimi oraz nieudanych prób przeprowadzenia zamachu stanu. Na początku XXI wieku kraj był biedny, ale rozwija się i wzrasta liczba odwiedzających go turystów.

## Etymologia
Nazwa Filipiny pochodzi od imienia króla Hiszpanii Filipa II Habsburga. W 1543 roku hiszpański odkrywca Ruy López de Villalobos nazwał wyspy Leyte i Samar Felipinas na cześć ówczesnego księcia Asturii. Ostatecznie dla całego archipelagu przyjęła się nazwa Las Islas Filipinas. Wcześniej Hiszpanie używali określeń Islas del Poniente (dosł. Wyspy Zachodu) lub San Lázaro – nazwy wymyślonej przez Ferdynanda Magellana.
Oficjalna nazwa Filipin zmieniała się kilkakrotnie w historii państwa. W czasie powstania antyhiszpańskiego w latach 1896–1898 Zgromadzenie Narodowe proklamowało utworzenie Republiki Filipińskiej (República Filipina). Od wybuchu wojny amerykańsko-hiszpańskiej (1898) do momentu powstania Wspólnoty Filipin (1934) amerykańskie władze kolonialne używały nazwy Wyspy Filipińskie (Philippine Islands). W czasie rządów amerykańskich pojawiło się także określenie Filipiny, które z czasem przyjęło się jako popularna nazwa dla kraju. Po uzyskaniu niepodległości oficjalna nazwa państwa to Republika Filipin.

## Historia

### Prehistoria (do 900)
Istnieją dowody na to, że wczesne homininy żyły na terenie dzisiejszych Filipin już 709 tys. lat temu. Najstarsze szczątki ludzkie znalezione na wyspach pochodzą z jaskiń Tabon w prowincji Palawan, a ich szacowany wiek to ok. 37–58 tys. lat.

### Wczesne państwa (900–1565)
Najwcześniejszym znanym zachowanym zapisem pisemnym znalezionym na Filipinach jest inskrypcja z Laguna Copperplate. Do 1300 roku wiele dużych osad przybrzeżnych wyłoniło się jako centra handlowe i stało się centralnym punktem zmian społecznych. Uważa się, że handel z Chinami rozpoczął się w czasach dynastii Tang, ale rozwinął się w czasach dynastii Song. Indyjskie cechy kulturowe, takie jak terminy językowe i praktyki religijne, zaczęły rozprzestrzeniać się na Filipinach w X wieku, prawdopodobnie za pośrednictwem hinduskiego imperium Majapahit. W XV wieku islam przybył na archipelag Sulu i stamtąd się rozprzestrzenił.
Małe państwa założone na Filipinach od X do XVI wieku to Maynila, Tondo, Namayan, Pangasinan, Cebu, Butuan, Maguindanao, Lanao, Sulu i Ma-i.

### Kolonizacja (1565–1946)

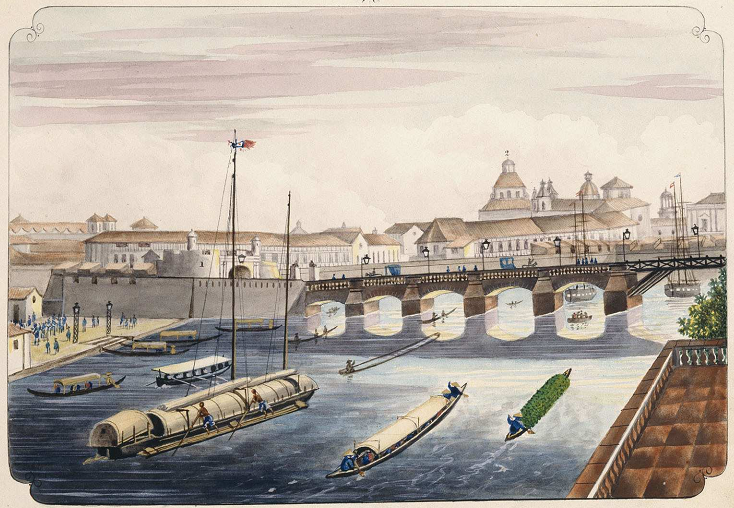
Manila w 1847 roku

W 1521 portugalski odkrywca Ferdynand Magellan przybył na Filipiny i przyłączył je do Królestwa Hiszpanii. Kolonizacja wysp rozpoczęła się od momentu pojawienia się na nich Miguela Lópeza de Legazpi, który przybył na nie z Meksyku w 1565. Założył wówczas pierwszą europejską osadę Cebu. W 1571 została założona Manila jako stolica Hiszpańskich Indii Wschodnich.
Od 1565 do 1821 r. Filipiny były rządzone w ramach znajdującego się w Meksyku Wicekrólestwa Nowej Hiszpanii, zarządzanego później z Madrytu po meksykańskiej wojnie o niepodległość. Podczas swoich rządów Hiszpania stłumiła różne bunty, a także broniła się przed zewnętrznymi wyzwaniami militarnymi.
Siły brytyjskie okupowały Manilę w latach 1762–1764 podczas wojny siedmioletniej. Hiszpańskie rządy zostały przywrócone na mocy traktatu paryskiego z 1763 r. Hiszpanie uważali swoją wojnę z muzułmanami w Azji Południowo-Wschodniej za przedłużenie rekonkwisty. Konflikt z Moro trwał kilkaset lat. W ostatniej ćwierci XIX wieku Hiszpania podbiła części Mindanao i Jolo, a muzułmanie Moro w Sułtanacie Sulu formalnie uznali suwerenność Hiszpanii.
Andrés Bonifacio w 1892 roku założył wojownicze tajne stowarzyszenie o nazwie Katipunan, które szukało niezależności od Hiszpanii poprzez zbrojną rewoltę.
Stowarzyszenie Katipunan rozpoczęło rewolucję filipińską w 1896 r. Wewnętrzne spory doprowadziły do wyborów, w których Bonifacio stracił swoją pozycję, a Emilio Aguinaldo został wybrany na nowego przywódcę rewolucji. W 1897 r. pakt z Biak-na-Bato doprowadził do wygnania przywództwa rewolucji do Hongkongu. W 1898 roku rozpoczęła się wojna hiszpańsko-amerykańska, która dotarła na Filipiny. Aguinaldo powrócił, wznowił rewolucję i ogłosił niepodległość od Hiszpanii 12 czerwca 1898 r. Pierwsza Republika Filipińska została ustanowiona 21 stycznia 1899 r.

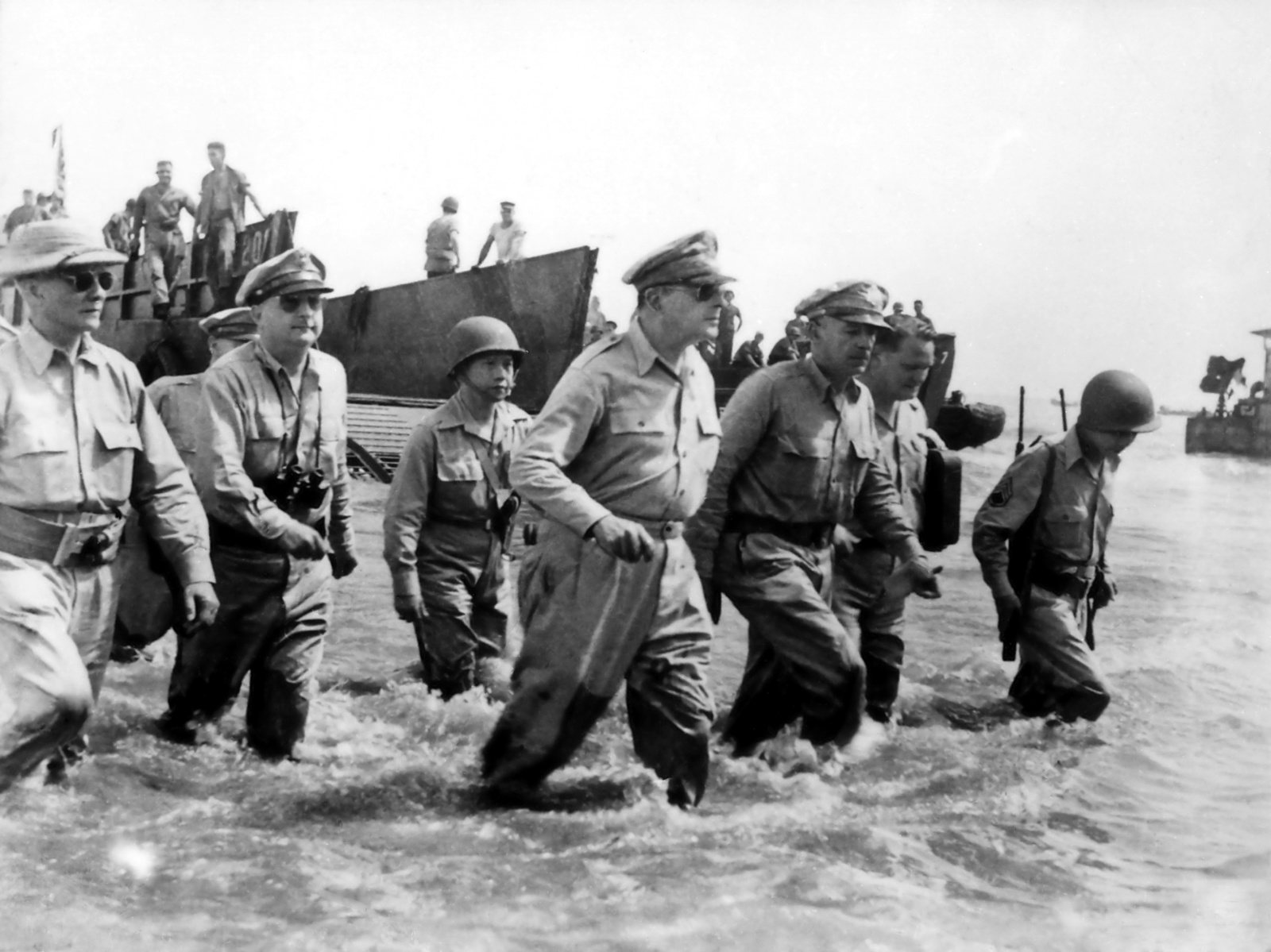
Generał Douglas MacArthur schodzi na brzeg podczas bitwy pod Leyte 20 października 1944 roku

Wyspy zostały scedowane przez Hiszpanię Stanom Zjednoczonym wraz z Portoryko i Guamem w wyniku zwycięstwa USA w wojnie amerykańsko-hiszpańskiej. Gdy stawało się coraz bardziej jasne, że Stany Zjednoczone nie uznają Pierwszej Republiki Filipin, wybuchła wojna filipińsko-amerykańska. Wojna spowodowała śmierć od 250 000 do 1 miliona cywilów, głównie z powodu głodu i chorób. Po klęsce Pierwszej Republiki Filipin ustanowiono amerykański rząd cywilny. Siły amerykańskie nadal zabezpieczały i rozszerzały swoją kontrolę nad wyspami, zabezpieczając Sułtanat Sulu, i ustanawiając kontrolę nad wewnętrznymi obszarami górskimi, które opierały się hiszpańskiemu podbojowi.
Rozwój kulturowy wzmocnił ciągły rozwój tożsamości narodowej, a język tagalski zaczął dominować nad innymi lokalnymi językami.
Podczas II wojny światowej Cesarstwo Wielkiej Japonii zaatakowało, a Druga Republika Filipińska, pod wodzą Jose P. Laurela, została ustanowiona jako państwo marionetkowe. Od 1942 japońskiej okupacji Filipin przeciwstawiała się podziemna działalność partyzancka na dużą skalę. W czasie okupacji miały miejsce okrucieństwa i zbrodnie wojenne, takie jak Bataański Marsz Śmierci i masakra w Manili. Wojska alianckie pokonały Japończyków w 1945 roku. Szacuje się, że pod koniec wojny zginęło ponad milion Filipińczyków. 11 października 1945 roku Filipiny stały się jednym z członków założycieli Organizacji Narodów Zjednoczonych. 4 lipca 1946 roku Filipiny zostały oficjalnie uznane przez Stany Zjednoczone za niepodległe państwo na mocy traktatu z Manili, za prezydentury Manuela Roxasa.

### Okres postkolonialny (od 1946)
Po zakończeniu wojny o niepodległość, w 1948 wybuchło powstanie chłopskie zorganizowane przez partyzantów Hukbong, w dużej mierze wywodzących się z ruchu oporu w czasie okupacji. Powstanie zostało stłumione na początku lat 50. Głównym celem powstańców była reforma rolna i zerwanie stosunków z USA, których Filipiny były niegdyś kolonią. W 1962 roku Filipiny poparły rebelię w Brunei oraz udzieliły schronienia jej przywódcom. Wynikało to z filipińskich pretensji do tego regionu oraz niechęci do włączenia Brunei w skład Malezji.

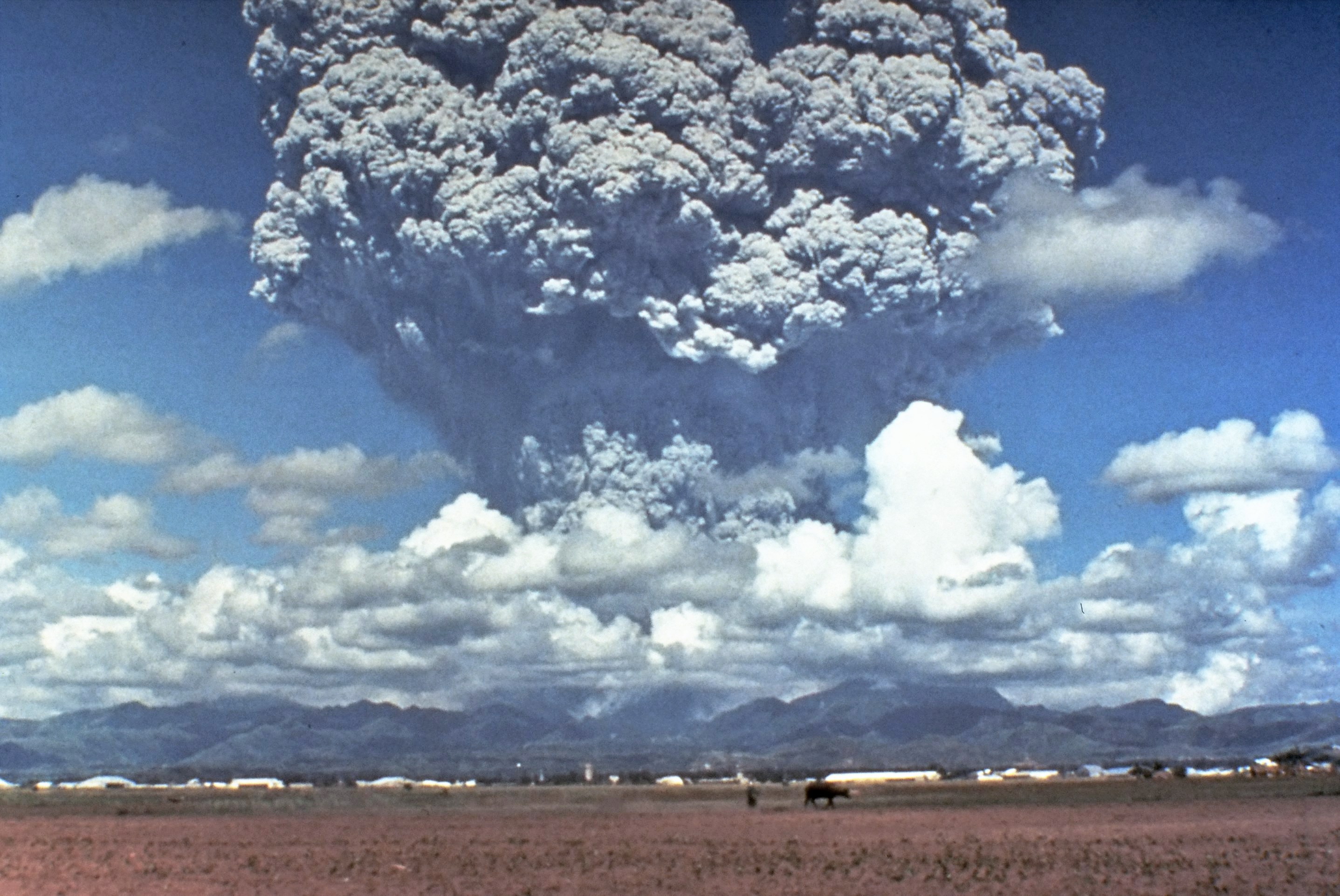
Erupcja wulkanu Pinatubo w 1991 roku była drugą co do wielkości erupcją wulkanu w XX wieku

W 1965 roku dyktatorskie rządy wprowadził Ferdinand Marcos. Nieudolne i skorumpowane rządy stały się przyczyną licznych wystąpień, strajków oraz kampanii partyzanckich przygotowanych przez lewicową Nową Armię Ludową oraz separatystyczny Narodowy Front Wyzwolenia Moro i Islamski Front Wyzwolenia Moro. Konflikt partyzancki zapoczątkowany w 1969 roku i trwający do dziś pochłonął około 40 tysięcy ofiar.
W 1986 w kraju dokonał się pokojowy przewrót, w wyniku którego obalona została dyktatura Marcosa, a władzę objęła Corazon Aquino, zwyciężczyni wyborów prezydenckich. W latach 1992–1998 na stanowisku szefa państwa zasiadał Fidel Ramos. W 1998 odbyły się kolejne wybory prezydenckie, wygrane przez Josepha Estradę. W styczniu 2001 Estrada został pozbawiony urzędu w wyniku oskarżenia o malwersacje finansowe. Jego miejsce zajęła wiceprezydent Gloria Macapagal-Arroyo, która wygrała wybory również w 2004. W 2010 na stanowisku zastąpił ją Benigno Aquino III. W 2016 wybory wygrał Rodrigo Duterte, który zaczął swoje rządy 30 czerwca.
W maju 2022 Ferdinand Marcos Jr. wygrał wybory prezydenckie z przewagą 58,77% głosów przy frekwencji wynoszącej 88%, a 30 czerwca został zaprzysiężony na prezydenta Filipin. Wiceprezydentem została Sara Duterte-Carpio.

## Geografia

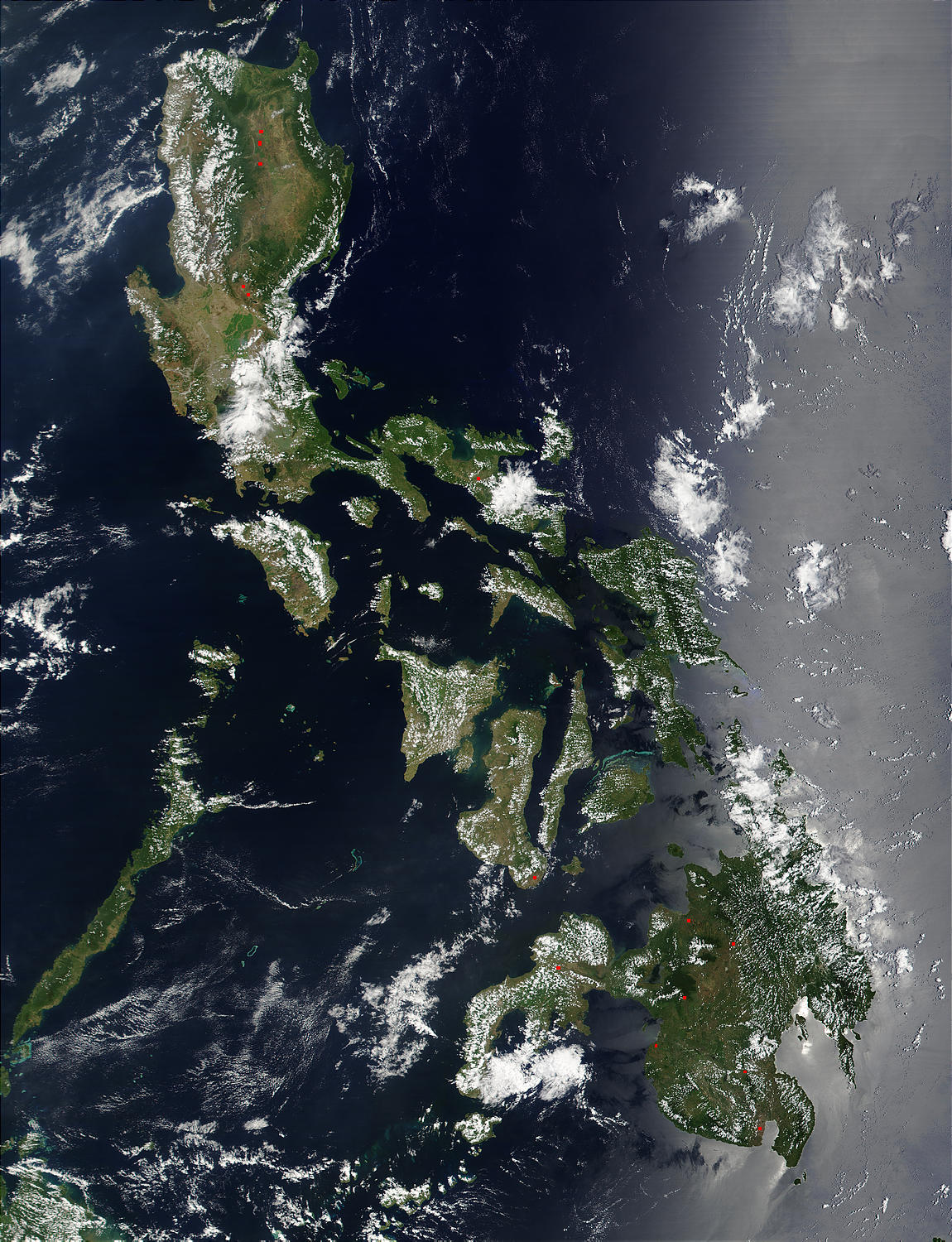
Zdjęcie satelitarne Filipin

- Stolica Manila (ludność 1,7 mln w 2001 r.; z przyległymi miastami – tzw. Metro Manila – ok. 14,1 mln)
- Większe miasta: Quezon City, Davao, Caloocan, Cebu City, Tarlac, Iloilo, Bacolod i Zamboanga
- Linia brzegowa: ok. 36 289 km (ok. 7107 wysp, z czego 880 zamieszkanych)
- Bogactwa naturalne: ropa naftowa, chrom, rudy żelaza, miedź, nikiel, srebro, złoto, sól kamienna, kobalt
- Klimat równikowy, gorący i wilgotny. Średnia temperatura: w styczniu 26 °C, w sierpniu 28 °C. Pora deszczowa (monsuny) od czerwca do listopada, pora sucha od grudnia do maja. Od lipca do listopada niebezpieczeństwo tajfunów
- Najwyższy szczyt: Apo 2954 m n.p.m.
- Największe jeziora: Laguna de Bay, Jezioro Lanao, jezioro Taal
- Grupy etniczne: Filipińczycy 95,5%, Chińczycy 1,5%, pozostali 3%.

### Największe wyspy

Podział administracyjny Filipin

- Luzon – 104 tys. km²
- Mindanao – 94,6 tys. km²
- Samar – 13,1 tys. km²
- Negros – 12,7 tys. km²
- Palawan – 11,7 tys. km²
- Panay – 11,5 tys. km²
- Mindoro – 9,7 tys. km²
- Leyte – 7,2 tys. km²
- Cebu – 4,4 tys. km²
- Bohol – 3,8 tys. km²
- Masbate – 3,3 tys. km²

## Podział administracyjny
Filipiny dzielą się na 18 regionów, a te z kolei na 82 prowincje. Regiony geograficznie pogrupowane są w 3 grupy wysp: Luzon, Visayas oraz Mindanao.

## Polityka
- Ustrój polityczny – republika prezydencka. Głową państwa jest prezydent, wybierany na sześcioletnią kadencję[39].
- Izba Reprezentantów (248 miejsc), Senat (24 miejsca)
- Konstytucja z 2 lutego 1987, w mocy od 11 lutego 1987
- System prawny oparty na prawie hiszpańskim i anglo-amerykańskim, akceptuje się Międzynarodowy Trybunał Sprawiedliwości z zastrzeżeniami.

## Siły zbrojne
Filipiny dysponują trzema rodzajami sił zbrojnych: siłami lądowymi, marynarką wojenną oraz siłami powietrznymi. Uzbrojenie sił lądowych Filipin składało się w 2014 z: 531 opancerzonych pojazdów bojowych oraz 270 zestawów artylerii holowanej. Marynarka wojenna Filipin dysponowała w 2014: 28 okrętami obrony przybrzeża, 11 korwetami oraz 3 fregatami.
Wojska filipińskie w 2014 roku liczyły 220 tys. żołnierzy służby czynnej oraz 430 tys. rezerwistów. Budżet na cele obronne w wysokości 3 mld dolarów stanowi 1.1% PKB Filipin.

## Demografia
- Populacja: 92 337 852 (spis w 2010), w 2012 szacunkowa populacja Filipin wynosiła 103 775 000.
- Języki: filipiński (oficjalny, oparty na tagalog), angielski (oficjalny), hiszpański oraz blisko 200 języków lokalnych[41].

Kraj zamieszkują głównie Filipińczycy.

### Religia
Struktura religijna kraju w 2010 roku według Pew Research Center:
- katolicyzm – 81,4% (75 940 000),

- protestantyzm – 10,8% (10 030 000),
- islam – 5,5% (5 150 000),
- tradycyjne religie plemienne – 1,5% (1 430 000),
- brak religii – 0,1% (90 000),
- buddyzm – 0,09% (80 000),
- inne religie – 0,6% (540 000).

18 września 2014 władze filipińskie zarejestrowały Filipiński Kościół Prawosławny, podlegający Patriarchatowi Moskiewskiemu.

### Miasta
Metro Manila, zwane także Regionem Stołecznym, obejmuje właściwe miasto Manila oraz 15 sąsiednich miast i jedną gminę. Dziesięć z nich plasuje się na liście dwudziestu największych miast Filipin. Metro Manila liczy ok. 11 milionów mieszkańców i jest jedną z największych aglomeracji na świecie. Obszar Wielkiej Manili (Greater Manila), w skład którego wchodzą fragmenty pobliskich prowincji, liczy ok. 20 milionów mieszkańców. Ważnymi ośrodkami miejskimi są także Davao i Cebu City.
Poniższe zestawienie przedstawia dziesięć największych pod względem liczby ludności miast Filipin:
| 1                                    | Quezon City | 2 679 450 | 2,53% | Region Stołeczny    |
| 2                                    | Manila      | 1 660 714 | 0,03% | Region Stołeczny    |
| 3                                    | Caloocan    | 1 378 856 | 2,53% | Region Stołeczny    |
| 4                                    | Davao       | 1 363 337 | 1,81% | Davao               |
| 5                                    | Cebu City   | 798 809   | 2,16% | Central Visayas     |
| 6                                    | Zamboanga   | 774 407   | 3,54% | Zamboanga Peninsula |
| 7                                    | Antipolo    | 633 971   | 5,22% | Calabarzon          |
| 8                                    | Pasig       | 617 301   | 2,29% | Region Stołeczny    |
| 9                                    | Taguig      | 613 343   | 4,07% | Region Stołeczny    |
| 10                                   | Valenzuela  | 568 928   | 2,23% | Region Stołeczny    |
| Na podstawie spisu powszechnego 2007 |             |           |       |                     |

## Gospodarka

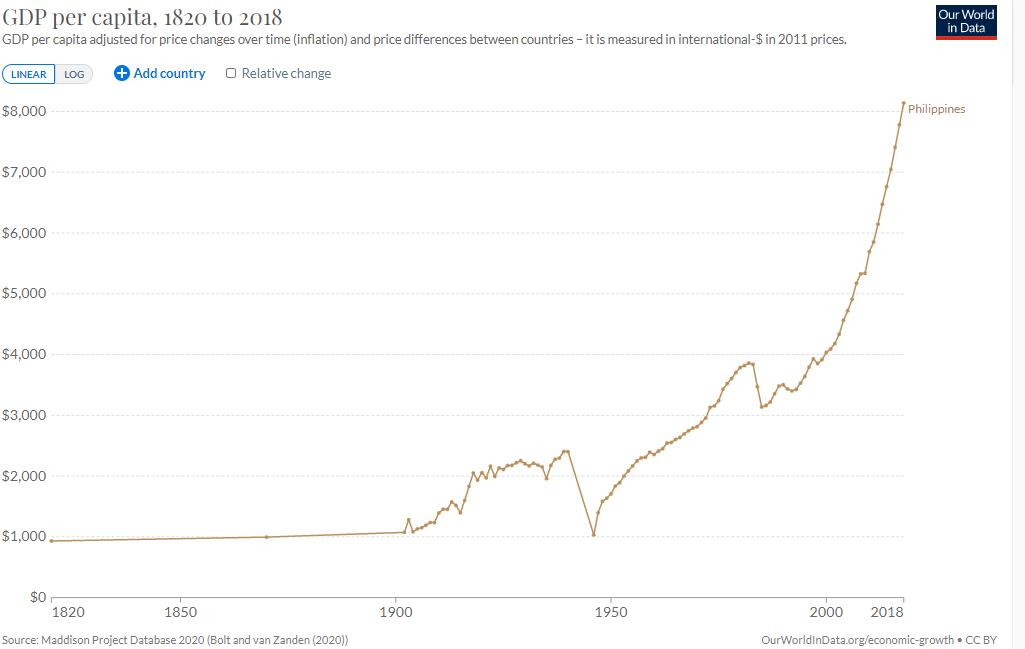
Produkt krajowy brutto Filipin w latach 1820–2018

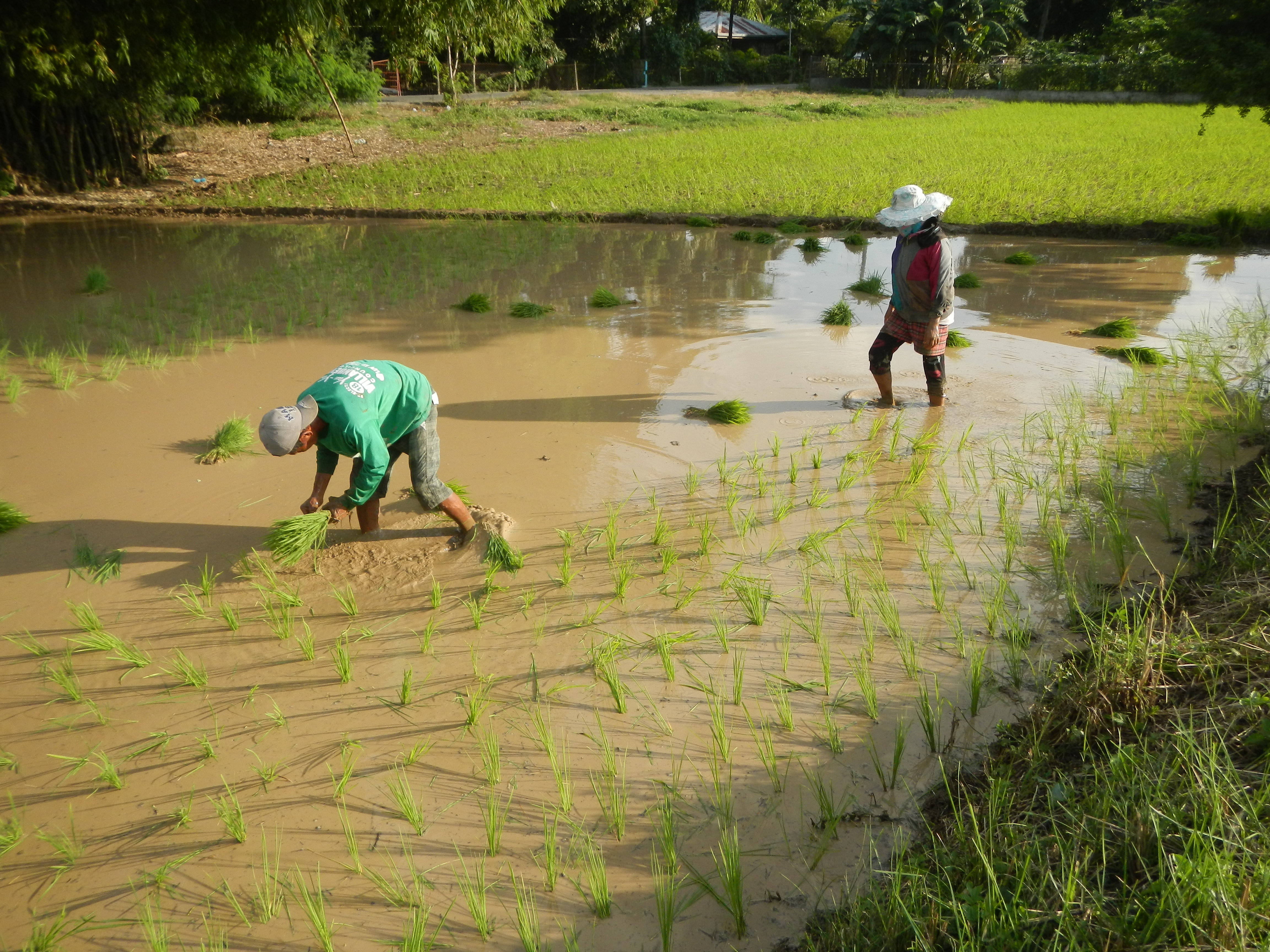
Filipińczycy sadzący ryż

W 2020 roku szacowany produkt krajowy brutto (nominalny) wyniósł 367,4 miliarda dolarów. Eksport w 2019 r. obejmował układy scalone, maszyny/części biurowe, izolowane okablowanie, półprzewodniki, transformatory; głównymi partnerami handlowymi były Chiny (16%), Stany Zjednoczone (15%), Japonia (13%), Hongkong (12%), Singapur (7%), Niemcy (5%). Jednostką waluty jest peso filipińskie.
Gospodarka filipińska przechodzi od gospodarki opartej na rolnictwie do gospodarki z większym naciskiem na usługi i produkcję. Spośród około 43,46 mln siły roboczej w kraju w 2018 r. sektor rolny zatrudniał 24,3% i odpowiadał za 8,1% PKB w 2018 r. Sektor przemysłowy zatrudniał około 19% siły roboczej i wytwarzał 34,1% PKB, podczas gdy 57% pracowników zatrudnionych w sektorze usług odpowiadało za 57,8% PKB.
Azjatycki kryzys finansowy z 1997 r. dotknął gospodarkę, powodując utrzymujący się spadek wartości peso i spadki na giełdzie. Stopień, w jakim został dotknięty początkowo, nie był tak poważny, jak w przypadku niektórych jego azjatyckich sąsiadów. Wynikało to w dużej mierze z fiskalnego konserwatyzmu rządu, częściowo w wyniku dziesięcioleci monitorowania i nadzoru fiskalnego Międzynarodowego Funduszu Walutowego (MFW), w porównaniu z masowymi wydatkami sąsiadów na szybkie przyspieszenie wzrostu gospodarczego. Od tamtego czasu pojawiają się oznaki postępu. W 2004 roku gospodarka doświadczyła 6,4% wzrostu PKB i 7,1% w 2007 roku, co było najszybszym tempem wzrostu od trzech dekad.

## Turystyka
W 2015 roku kraj ten odwiedziło 5,361 mln turystów (10,9% więcej niż w roku poprzednim), generując dla niego przychody na poziomie 5,276 mld dolarów.